# Argestidae
Argestidae é uma família de crustáceos da ordem Harpacticoida.